# Brainwashed (George Harrison)
Brainwashed è il dodicesimo e ultimo album in studio di George Harrison, pubblicato postumo nel 2002

## Storia
Harrison cominciò a registrare le tracce che avrebbero costituito Brainwashed all'inizio del 1988 (Any Road venne scritta durante il making of del video di This Is Love dall'album Cloud Nine) e continuò a farlo in maniera sporadica nei dieci anni successivi. Dopo essersi ristabilito dall'attentato subito per mano del folle Michael Abram il 30 dicembre 1999 nella sua residenza, Harrison si focalizzò sulle registrazioni per terminare il disco, discutendo i dettagli finali dell'album riguardanti la copertina e il sound generale che voleva per i brani inclusi con il figlio Dhani.
Nel 1997 Harrison aveva già sconfitto un cancro alla gola; ma nel 2001 dovette sottoporsi ad un intervento chirurgico per la rimozione di un cancro ai polmoni, che stava attaccando anche il cervello. Quando capì di essere ormai prossimo alla morte, George si concentrò sulla lavorazione dell'album in collaborazione con Dhani e con il suo vecchio collaboratore Jeff Lynne. L'ultima seduta di registrazione alla quale poté partecipare Harrison ebbe luogo in uno studio in Svizzera prima di partire per gli Stati Uniti per tentare le ultime cure. Il 29 novembre, Harrison morì, lasciando Brainwashed incompiuto, ma avendo lasciato precise indicazioni sul come terminarlo al figlio e a Lynne.
Dopo qualche mese dal decesso, sia Dhani che Lynne ritornarono a lavorare all'ultimo album di George, terminandolo dopo qualche sessione aggiuntiva in studio.

## Accoglienza
Brainwashed ricevette recensioni molto positive alla sua pubblicazione nel novembre 2002. Alcuni brani dell'album sono caratterizzati da una tecnica di chitarra solista e slide di Harrison più evoluta rispetto a quella degli anni precedenti, da lui sviluppata durante gli anni di inattività artistica (si può comunque notare in My Sweet Lord (2000), versione rifatta di My Sweet Lord presente sulla riedizione del 2001 dell'album All Things Must Pass). L'album vendette abbastanza bene, anche se un po' al di sotto delle aspettative, raggiunse la posizione numero 18 in classifica negli Stati Uniti dove venne certificato disco d'oro dalla RIAA, e la numero 29 in Gran Bretagna, dove Any Road venne pubblicata su singolo ed entrò nella Top 40 nella primavera del 2003. Nel 2004, il brano Marwa Blues vinse il premio Grammy Best Pop Instrumental Performance.

## Tracce
Tutti i brani sono composti da George Harrison, tranne dove indicato.
1. Any Road – 3:52
2. P2 Vatican Blues (Last Saturday Night) – 2:38
3. Pisces Fish – 4:50
4. Looking for My Life – 3:49
5. Rising Sun – 5:27
6. Marwa Blues – 3:40
7. Stuck Inside a Cloud – 4:04
8. Run So Far – 4:05
9. Never Get Over You – 3:26
10. Between the Devil and the Deep Blue Sea (Harold Arlen, Ted Koehler) – 2:34
11. Rocking Chair in Hawaii – 3:07
12. Brainwashed – 6:07

## Formazione
- George Harrison – voce, chitarra elettrica, slide guitar, banjo, chitarra acustica, dobro, ukulele, tastiera, basso, percussioni
- Mike Moran – tastiera
- Jeff Lynne – basso, cori, chitarra acustica, chitarra 12 corde, pianoforte, tastiera, percussioni
- Dhani Harrison – chitarra, cori, pianoforte, Fender Rhodes
- Jim Keltner – batteria
- Marc Mann – tastiera
- Ray Cooper – percussioni, batteria
- Jools Holland – pianoforte
- Mark Flannagan – chitarra acustica
- Joe Brown – chitarra acustica
- Herbie Flowers – basso, tuba
- Jane Lister – arpa
- Bickram Ghosh – tabla
- Jon Lord – pianoforte
- Sam Brown – cori